# 547. pehotni polk (Wehrmacht)
Za druge 547. polke glejte 547. polk.
547. pehotni polk (izvirno nemško Infanterie-Regiment 547) je bil eden izmed pehotnih polkov v sestavi redne nemške kopenske vojske med drugo svetovno vojno.

## Zgodovina
Polk je bil ustanovljen 22. maja 1940 kot polk 10. vala iz nadomestnih čet WK VIII in dodeljen 278. pehotni diviziji.
22. julija 1940 je bil polk razpuščen zaradi hitrega zaključka francoske kampanje; čete so bile vrnjene k izvirnim enotam.
Polk je bil ponovno ustanovljen 16. decembra 1941 kot polk 17. vala, sprva kot okrepljeni 1. pehotni polk »Vzhodna Prusija« in dodeljen 328. pehotni diviziji, a je bil uporabljen ločen od divizije.
15. oktobra istega leta je bil polk preimenovan v 547. grenadirski polk.